# Одобешти
Одобешти (рум. Odobeşti) — город в Румынии, входит в состав жудеца Вранча.

## География
Город расположен на левом берегу реки Милков, в предгорьях Карпат, в 12 км от административного центра жудеца — города Фокшаны.

## История
Старейшие археологические находки на месте города относятся ко времени неолита.
В начале XIII века на месте современного города находилось поселение половцев, разрушенное монгольским нашествием.
В XIV—XVI веке здесь находился замок, построенный с целью защиты от турецких нашествий.
Первое упоминание об Одобешти относится к 1626 году. В 1681 году Одобешти получил статус города. В период с 1852 по 1868 год была построена дорога, соединившая город с Фокшанами. В 1895 году сюда была проведена железная дорога.

## Население
Население — 9640 человек (2016).